# لارکهیل
لارکهیل (به انگلیسی: Larkhill) یک روستا در بریتانیا است که در دارینگتون، ویلتشر واقع شده‌است. لارکهیل ۲٬۳۵۸ نفر جمعیت دارد.